# Summer Carnival
Tournées par Pink
Beautiful Trauma World Tour
(2017–19)
Le Summer Carnival est la huitième tournée internationale de la chanteuse américaine Pink, basée sur son neuvième album studio TRUSTFALL. La chanteuse a annoncé la tournée le 7 octobre 2022 sur les réseaux sociaux.
Le 8 février 2023, la chanteuse annonce la suite de la tournée pour début 2024, en Australie et Nouvelle-Zélande.
Le 18 février 2023, une nouvelle partie de la tournée a été annoncée. Elle se déroulera en Amérique du Nord, mais ayant lieu à l'automne 2023 et donc après l'été, cette partie a été renommée le TRUSTFALL Tour et se fera en salles au lieu de se faire en stades. 
De fait, cette tournée, qui s'étale sur deux années, porte des noms différents en fonction des dates et des lieux visités. Le site officiel de la tournée (pinksummercarnival.com) ne changera d'ailleurs pas de nom, une simple annotation TRUSTFALL Tour étant ajoutée aux dates concernées. 
Le 21 novembre 2023, une nouvelle partie de la tournée a été annoncée. L'artiste sera en effet de retour en Europe, pour une nouvelle tournée de stades, toujours intitulée Summer Carnival Tour. 
Le 5 décembre 2023, P!nk annonce sur ses réseaux sociaux l'ajout d'une nouvelle partie au Summer Carnival Tour, en Amérique du Nord. 

## Premières parties
En 2023 :
- En Europe :
  - KidCutUp : DJ présent à toutes les dates, sauf les festivals ;
  - The Script ;
  - Gayle ;
  - Gwen Stefani : à Londres uniquement ;
  - Margaret : en Pologne uniquement ;
  - Viki Gabor : en Pologne uniquement.
- En Amérique du Nord : 
  - KidCutUp : DJ présent à toutes les dates, sauf au festival MusicMidtown ;
  - Brandi Carlile ;
  - Pat Benatar & Neil Giraldo (en) ;
  - Grouplove.

En 2024 :
- En Océanie : 
  - Tones and I.
- En Europe :
  - KidCutUp : DJ présent à toutes les dates ;
  - The Script : toutes les dates sauf à Dublin ;
  - Rag'n'Bone Man : seulement à Dublin ;
  - Gayle.
- En Amérique du Nord : 
  - KidCutUp : DJ présent à toutes les dates ;
  - Sheryl Crow : certaines dates ;
  - The Script : toutes les dates sauf en novembre 2024 ;
  - Grouplove : toutes les dates de novembre 2024.

## Troupe
| - Jason Chapman : direction musicale, arrangements et piano - Brian Frasier-Moore : batterie - Justin Derrico : guitare principale - Eva Gardner : basse - Adriana Balic : guitare rythmique, claviers et voix - Jessy Greene : violon. - Stacy Campbell - Nayanna Holley - Dani Moz. | - Khasan Brailsford - Reina Hidalgo - Shannon Holtzapffel - Jeremy Hudson - Tracy Shibata - Madelyne Spang. - Mo Armstrong - Jake Hinga - Christian Sanchez - Marley Tré Webster. |

## Liste des chansons

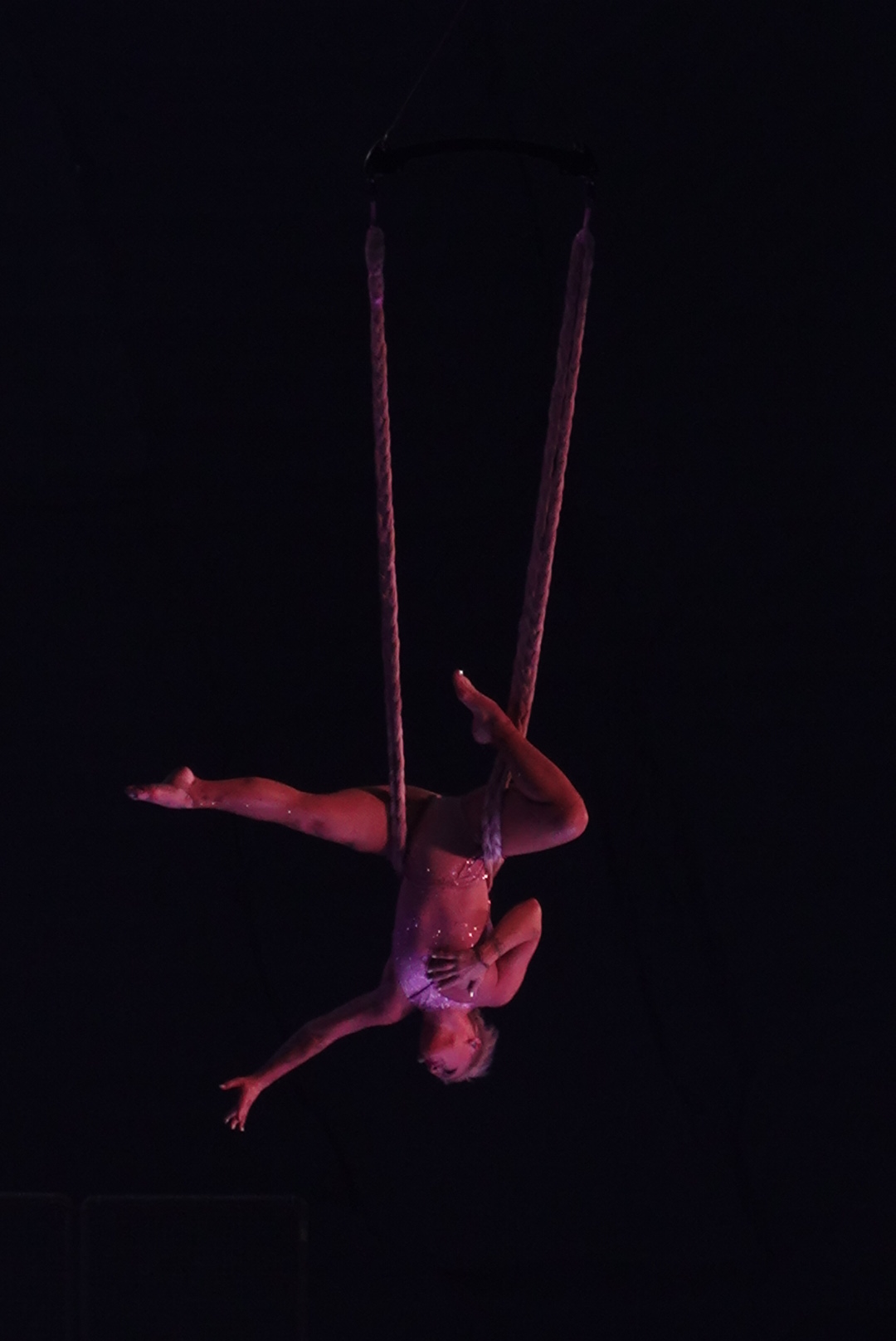
P!nk durant le concert au Stade Olympique de Munich en juillet 2023.

1. Get the Party Started (inclut des éléments de Sweet Dreams (Are Made of This) de Eurythmics et Gonna Make You Sweat de C&C Music Factory)
2. Raise Your Glass
3. Who Knew
4. Just Like a Pill
5. Try
6. What About Us (remix)
7. Turbulence
8. Make You Feel My Love (reprise de Bob Dylan)
  - Nothing Compares 2 U (reprise de Sinéad O'Connor), en duo avec Brandi Carlile (à certaines dates nord-américaines seulement)[a]
9. Just Give Me a Reason
10. Fuckin' Perfect
11. Just Like Fire (inclut des éléments de Heartbreaker (en) de Pat Benatar)
12. Please Don't Leave Me (acoustique)
13. Cover Me In Sunshine (avec sa fille Willow Sage Hart)
14. Kids in Love (remplacée par Don't Let Me Get Me)
15. When I Get There
16. I Am Here
17. Irrelevant
18. No Ordinary Love
19. Runaway
20. TRUSTFALL
21. Blow Me (One Last Kiss)
22. Never Gonna Not Dance Again

Encore : 
1. Last Call
2. So What

Notes :

a.  À la suite du décès de Sinéad O'Connor le 26 juillet 2023, P!nk et Brandi Carlile lui rendent hommage en interprétant Nothing Compares 2 U. Cette chanson est une reprise faite en 1990 par l'artiste irlandaise qui avait contribué à faire connaître ce titre composé par Prince. Elle sera interprétée lors de la tournée nord-américaine à de nombreuses reprises, à partir du 26 juillet 2023.
Autres notes : 

Lors du spectacle à Inglewood le 5 octobre 2023, Alanis Morissette a rejoint P!nk sur scène pour interpréter son titre You Oughta Know (entre Just Like a Pill et Try).

## Dates et lieux de la tournée
| Date                       | Ville            | Pays             | Lieu / Festival                   | Premières parties                               |
| Étape 1 — Europe           | Étape 1 — Europe | Étape 1 — Europe | Étape 1 — Europe                  | Étape 1 — Europe                                |
| Summer Carnival            | Summer Carnival  | Summer Carnival  | Summer Carnival                   | Summer Carnival                                 |
| -------------------------- | ---------------- | ---------------- | --------------------------------- | ----------------------------------------------- |
| 7 juin 2023                | Bolton           | Royaume-Uni      | University of Bolton Stadium      | KidCutUp, The Script, Gayle                     |
| 8 juin 2023                | Bolton           | Royaume-Uni      | University of Bolton Stadium      | KidCutUp, The Script, Gayle                     |
| 10 juin 2023               | Sunderland       | Royaume-Uni      | Stadium of Light                  | KidCutUp, The Script, Gayle                     |
| 11 juin 2023               | Sunderland       | Royaume-Uni      | Stadium of Light                  | KidCutUp, The Script, Gayle                     |
| 13 juin 2023               | Birmingham       | Royaume-Uni      | Villa Park                        | KidCutUp, The Script, Gayle                     |
| 16 juin 2023               | Landgraaf        | Pays-Bas         | Pinkpop Festival                  | pas de première partie                          |
| 17 juin 2023               | Werchter         | Belgique         | Rock Werchter                     | pas de première partie                          |
| 20 juin 2023               | Paris            | France           | Paris La Défense Arena            | KidCutUp, The Script, Gayle                     |
| 21 juin 2023               | Paris            | France           | Paris La Défense Arena            | KidCutUp, The Script, Gayle                     |
| 24 juin 2023               | Londres          | Royaume-Uni      | Hyde Park                         | KidCutUp, Gwen Stefani, Gayle                   |
| 25 juin 2023               | Londres          | Royaume-Uni      | Hyde Park                         | KidCutUp, Gwen Stefani                          |
| 28 juin 2023               | Berlin           | Allemagne        | Stade olympique de Berlin         | KidCutUp, The Script, Gayle                     |
| 1 juillet 2023             | Vienne           | Autriche         | Stade Ernst-Happel                | KidCutUp, Gayle                                 |
| 2 juillet 2023             | Vienne           | Autriche         | Stade Ernst-Happel                | KidCutUp, The Script, Gayle                     |
| 5 juillet 2023             | Munich           | Allemagne        | Stade olympique de Munich         | KidCutUp, The Script, Gayle                     |
| 6 juillet 2023             | Munich           | Allemagne        | Stade olympique de Munich         | KidCutUp, The Script, Gayle                     |
| 8 juillet 2023             | Cologne          | Allemagne        | RheinEnergieStadion               | KidCutUp, The Script, Gayle                     |
| 9 juillet 2023             | Cologne          | Allemagne        | RheinEnergieStadion               | KidCutUp, The Script, Gayle                     |
| 12 juillet 2023            | Hanovre          | Allemagne        | HDI-Arena                         | KidCutUp, The Script                            |
| 13 juillet 2023            | Hanovre          | Allemagne        | HDI-Arena                         | KidCutUp, The Script                            |
| 16 juillet 2023            | Varsovie         | Pologne          | PGE Narodowy                      | KidCutUp, Margaret, Viki Gabor                  |
| Étape 2 — Amérique du Nord |                  |                  |                                   |                                                 |
| Summer Carnival            |                  |                  |                                   |                                                 |
| 24 juillet 2023            | Toronto          | Canada           | Rogers Centre                     | KidCutUp, Brandi Carlile                        |
| 26 juillet 2023            | Cincinnati       | États-Unis       | Great American Ball Park          | KidCutUp, Brandi Carlile                        |
| 31 juillet 2023            | Boston           | États-Unis       | Fenway Park                       | KidCutUp, Pat Benatar & Neil Giraldo, Grouplove |
| 1 août 2023                | Boston           | États-Unis       | Fenway Park                       | KidCutUp, Pat Benatar & Neil Giraldo, Grouplove |
| 3 août 2023                | Queens           | États-Unis       | Citi Field                        | KidCutUp, Brandi Carlile                        |
| 5 août 2023                | Pittsburgh       | États-Unis       | PNC Park                          | KidCutUp, Brandi Carlile                        |
| 7 août 2023                | Washington DC    | États-Unis       | Nationals Park                    | KidCutUp, Pat Benatar & Neil Giraldo, Grouplove |
| 10 août 2023               | Minneapolis      | États-Unis       | Target Field                      | KidCutUp, Pat Benatar & Neil Giraldo, Grouplove |
| 12 août 2023               | Chicago          | États-Unis       | Wrigley Field                     | KidCutUp, Pat Benatar & Neil Giraldo, Grouplove |
| 14 août 2023               | Milwaukee        | États-Unis       | American Family Field             | KidCutUp, Pat Benatar & Neil Giraldo, Grouplove |
| 16 août 2023               | Détroit          | États-Unis       | Comerica Field                    | KidCutUp, Brandi Carlile                        |
| 19 août 2023               | Fargo            | États-Unis       | Fargodome                         | KidCutUp, Brandi Carlile                        |
| 21 août 2023               | Omaha            | États-Unis       | Charles Schwab Field              | KidCutUp, Brandi Carlile                        |
| 15 septembre 2023          | Atlanta          | États-Unis       | Music Midtown (en)                | pas de première partie                          |
| 18 septembre 2023          | Philadelphie     | États-Unis       | Citizens Bank Park                | KidCutUp, Brandi Carlile                        |
| 19 septembre 2023          | Philadelphie     | États-Unis       | Citizens Bank Park                | KidCutUp, Brandi Carlile                        |
| 22 septembre 2023          | Nashville        | États-Unis       | Geodis Park                       | KidCutUp, Brandi Carlile                        |
| 25 septembre 2023          | San Antonio      | États-Unis       | Alamodome                         | KidCutUp, Brandi Carlile                        |
| 27 septembre 2023          | Houston          | États-Unis       | Minute Maid Park                  | KidCutUp, Brandi Carlile                        |
| 29 septembre 2023          | Arlington        | États-Unis       | Globe Life Field                  | KidCutUp, Brandi Carlile                        |
| 3 octobre 2023             | San Diego        | États-Unis       | Snapdragon Stadium                | KidCutUp, Brandi Carlile                        |
| 5 octobre 2023             | Inglewood        | États-Unis       | SoFi Stadium                      | KidCutUp, Pat Benatar & Neil Giraldo, Grouplove |
| 7 octobre 2023             | Las Vegas        | États-Unis       | Allegiant Stadium                 | KidCutUp, Brandi Carlile                        |
| 9 octobre 2023             | Phoenix          | États-Unis       | Chase Field                       | KidCutUp, Brandi Carlile                        |
| TRUSTFALL Tour             |                  |                  |                                   |                                                 |
| 12 octobre 2023            | Sacramento       | États-Unis       | Golden 1 Center                   | KidCutUp, Grouplove                             |
| 14 octobre 2023            | San Francisco    | États-Unis       | Chase Center                      | KidCutUp, Grouplove                             |
| 15 octobre 2023            | San Francisco    | États-Unis       | Chase Center                      | KidCutUp, Grouplove                             |
| 17 octobre 2023[c]         | Tacoma           | États-Unis       | Tacoma Dome                       | KidCutUp, Grouplove                             |
| 18 octobre 2023[c]         | Tacoma           | États-Unis       | Tacoma Dome                       | KidCutUp, Grouplove                             |
| 20 octobre 2023[c]         | Vancouver        | Canada           | Rogers Arena                      | KidCutUp, Grouplove                             |
| 21 octobre 2023[c]         | Vancouver        | Canada           | Rogers Arena                      | KidCutUp, Grouplove                             |
| 25 octobre 2023            | Denver           | États-Unis       | Ball Arena                        | KidCutUp, Grouplove                             |
| 27 octobre 2023            | Kansas City      | États-Unis       | T-Mobile Center                   | KidCutUp, Grouplove                             |
| 28 octobre 2023            | Kansas City      | États-Unis       | T-Mobile Center                   | KidCutUp, Grouplove                             |
| 1 novembre 2023            | Montréal         | Canada           | Bell Center                       | KidCutUp, Grouplove                             |
| 2 novembre 2023            | Montréal         | Canada           | Bell Center                       | KidCutUp, Grouplove                             |
| 4 novembre 2023            | New York         | États-Unis       | Madison Square Garden             | KidCutUp, Grouplove                             |
| 5 novembre 2023            | New York         | États-Unis       | Madison Square Garden             | KidCutUp, Grouplove                             |
| 7 novembre 2023            | Indianapolis     | États-Unis       | Gainbridge Fieldhouse             | KidCutUp, Grouplove                             |
| 8 novembre 2023            | Cleveland        | États-Unis       | Rocket Mortgage FieldHouse        | KidCutUp, Grouplove                             |
| 11 novembre 2023           | Louisville       | États-Unis       | KFC Yum! Center                   | KidCutUp, Grouplove                             |
| 12 novembre 2023           | Charlotte        | États-Unis       | Spectrum Center                   | KidCutUp, Grouplove                             |
| 14 novembre 2023           | Miami            | États-Unis       | Miami-Dade Arena                  | KidCutUp, Grouplove                             |
| 15 novembre 2023           | Sunrise          | États-Unis       | FLA Live Arena                    | KidCutUp, Grouplove                             |
| 18 novembre 2023           | Orlando          | États-Unis       | Amway Center                      | KidCutUp, Grouplove                             |
| 19 novembre 2023           | Orlando          | États-Unis       | Amway Center                      | KidCutUp, Grouplove                             |
| Summer Carnival            |                  |                  |                                   |                                                 |
| 26 novembre 2023[a]        | Arlington        | États-Unis       | Globe Life Field                  |                                                 |
| TRUSTFALL Tour             |                  |                  |                                   |                                                 |
| 28 novembre 2023[b]        | Tulsa            | États-Unis       | BOK Center                        | KidCutUp, Pat Benatar & Neil Giraldo            |
| Étape 3 — Océanie          |                  |                  |                                   |                                                 |
| Summer Carnival            |                  |                  |                                   |                                                 |
| 9 février 2024             | Sydney           | Australie        | Allianz Stadium                   | Tones and I                                     |
| 10 février 2024            | Sydney           | Australie        | Allianz Stadium                   | Tones and I                                     |
| 13 février 2024            | Newcastle        | Australie        | McDonald Jones Stadium            | Tones and I                                     |
| 16 février 2024            | Brisbane         | Australie        | Suncorp Stadium                   | Tones and I                                     |
| 17 février 2024            | Brisbane         | Australie        | Suncorp Stadium                   | Tones and I                                     |
| 20 février 2024            | Gold Coast       | Australie        | Metricon Stadium                  | Tones and I                                     |
| 23 février 2024            | Melbourne        | Australie        | Marvel Stadium                    | Tones and I                                     |
| 24 février 2024            | Melbourne        | Australie        | Marvel Stadium                    | Tones and I                                     |
| 27 février 2024            | Adélaïde         | Australie        | Adelaide Oval                     | Tones and I                                     |
| 1 mars 2024                | Perth            | Australie        | Optus Stadium                     | Tones and I                                     |
| 2 mars 2024                | Perth            | Australie        | Optus Stadium                     | Tones and I                                     |
| 5 mars 2024                | Dunedin          | Nouvelle-Zélande | Forsyth Barr Stadium              | Tones and I                                     |
| 8 mars 2024                | Auckland         | Nouvelle-Zélande | Eden Park                         | Tones and I                                     |
| 9 mars 2024                | Auckland         | Nouvelle-Zélande | Eden Park                         | Tones and I                                     |
| 12 mars 2024               | Melbourne        | Australie        | Marvel Stadium                    | Tones and I                                     |
| 13 mars 2024               | Melbourne        | Australie        | Marvel Stadium                    | Tones and I                                     |
| 16 mars 2024               | Sydney           | Australie        | Accor Stadium                     | Tones and I                                     |
| 19 mars 2024               | Brisbane         | Australie        | Suncorp Stadium                   | Tones and I                                     |
| 22 mars 2024               | Townsville       | Australie        | Country Bank Stadium              | Tones and I                                     |
| 23 mars 2024               | Townsville       | Australie        | Country Bank Stadium              | Tones and I                                     |
| Étape 4 — Europe           |                  |                  |                                   |                                                 |
| Summer Carnival            |                  |                  |                                   |                                                 |
| 11 juin 2024               | Cardiff          | Royaume-Uni      | Principality Stadium              | KidCutUp, The Script, Gayle                     |
| 15 juin 2024               | Londres          | Royaume-Uni      | Tottenham Hotspur Stadium         | KidCutUp, The Script, Gayle                     |
| 16 juin 2024               | Londres          | Royaume-Uni      | Tottenham Hotspur Stadium         | KidCutUp, The Script, Gayle                     |
| 20 juin 2024               | Dublin           | Irlande          | Aviva Stadium                     | KidCutUp, Rag'n'Bone Man, Gayle                 |
| 21 juin 2024               | Dublin           | Irlande          | Aviva Stadium                     | KidCutUp, Rag'n'Bone Man, Gayle                 |
| 24 juin 2024               | Liverpool        | Royaume-Uni      | Anfield                           | KidCutUp, The Script, Gayle                     |
| 25 juin 2024               | Liverpool        | Royaume-Uni      | Anfield                           | KidCutUp, The Script, Gayle                     |
| 28 juin 2024               | Glasgow          | Royaume-Uni      | Hampden Park                      | KidCutUp, The Script, Gayle                     |
| 29 juin 2024               | Glasgow          | Royaume-Uni      | Hampden Park                      | KidCutUp, The Script, Gayle                     |
| 3 juillet 2024[d]          | Berne            | Suisse           | Stadion Wankdorf                  | KidCutUp, The Script, Gayle                     |
| 6 juillet 2024             | Copenhague       | Danemark         | Parken                            | KidCutUp, The Script, Gayle                     |
| 10 juillet 2024            | Amsterdam        | Pays-Bas         | Johan Cruyff Arena                | KidCutUp, The Script, Gayle                     |
| 11 juillet 2024            | Amsterdam        | Pays-Bas         | Johan Cruyff Arena                | KidCutUp, The Script, Gayle                     |
| 14 juillet 2024            | Bruxelles        | Belgique         | Stade Roi Baudouin                | KidCutUp, The Script, Gayle                     |
| 17 juillet 2024            | Leipzig          | Allemagne        | Red Bull Arena                    | KidCutUp, The Script, Gayle                     |
| 19 juillet 2024            | Stuttgart        | Allemagne        | Mercedes-Benz Arena               | KidCutUp, The Script, Gayle                     |
| 21 juillet 2024            | Mönchengladbach  | Allemagne        | Borussia-Park                     | KidCutUp, The Script, Gayle                     |
| 25 juillet 2024            | Stockholm        | Suède            | Friends Arena                     | KidCutUp, The Script, Gayle                     |
| Étape 5 — Amérique du Nord |                  |                  |                                   |                                                 |
| Summer Carnival            |                  |                  |                                   |                                                 |
| 10 août 2024               | Saint-Louis      | États-Unis       | The Dome at America's Center      | KidCutUp, Sheryl Crow, The Script               |
| 14 août 2024               | Toronto          | Canada           | Centre Rogers                     | KidCutUp, Sheryl Crow, The Script               |
| 18 août 2024               | Philadelphie     | États-Unis       | Lincoln Financial Field           | KidCutUp, Sheryl Crow, The Script               |
| 21 août 2024               | Foxborough       | États-Unis       | Gillette Stadium                  | KidCutUp, Sheryl Crow, The Script               |
| 24 août 2024               | Chicago          | États-Unis       | Soldier Field                     | KidCutUp, Sheryl Crow, The Script               |
| 28 août 2024               | Missoula         | États-Unis       | Washington-Grizzly Stadium (en)   | KidCutUp, Sheryl Crow, The Script               |
| 31 août 2024               | Edmonton         | Canada           | Stade du Commonwealth             | KidCutUp, Sheryl Crow, The Script               |
| 3 septembre 2024[c]        | Tacoma           | États-Unis       | Tacoma Dome                       | KidCutUp, The Script                            |
| 4 septembre 2024[c]        | Tacoma           | États-Unis       | Tacoma Dome                       | KidCutUp, The Script                            |
| 6 septembre 2024[c]        | Vancouver        | Canada           | Rogers Arena                      | KidCutUp, The Script                            |
| 7 septembre 2024[c]        | Vancouver        | Canada           | Rogers Arena                      | KidCutUp, The Script                            |
| 11 septembre 2024          | San Diego        | États-Unis       | Petco Park                        | KidCutUp, Sheryl Crow, The Script               |
| 13 septembre 2024          | Las Vegas        | États-Unis       | Allegiant Stadium                 | KidCutUp, Sheryl Crow, The Script               |
| 15 septembre 2024          | Los Angeles      | États-Unis       | Dodger Stadium                    | KidCutUp, Sheryl Crow, The Script               |
| 1 octobre 2024             | Hershey          | États-Unis       | Hersheypark Stadium               | KidCutUp, Sheryl Crow, The Script               |
| 3 octobre 2024             | East Rutherford  | États-Unis       | MetLife Stadium                   | KidCutUp, Sheryl Crow, The Script               |
| 6 octobre 2024             | Syracuse         | États-Unis       | JMA Wireless Dome                 | KidCutUp, The Script                            |
| 9 octobre 2024             | Columbus         | États-Unis       | Schottenstein Center              | KidCutUp, The Script                            |
| 12 octobre 2024            | Indianapolis     | États-Unis       | Lucas Oil Stadium                 | KidCutUp, Sheryl Crow, The Script               |
| 14 octobre 2024            | Détroit          | États-Unis       | Little Caesars Arena              | KidCutUp, The Script                            |
| 15 octobre 2024            | Détroit          | États-Unis       | Little Caesars Arena              | KidCutUp, The Script                            |
| 17 octobre 2024            | Saint Paul       | États-Unis       | Xcel Energy Center                | KidCutUp, The Script                            |
| 18 octobre 2024            | Saint Paul       | États-Unis       | Xcel Energy Center                | KidCutUp, The Script                            |
| 20 octobre 2024            | Lincoln          | États-Unis       | Pinnacle Bank Arena               | KidCutUp, The Script                            |
| 21 octobre 2024            | Sioux Falls      | États-Unis       | Denny Sanford Premier Center (en) | KidCutUp, The Script                            |
| 23 octobre 2024            | Milwaukee        | États-Unis       | Fiserv Forum                      | KidCutUp, The Script                            |
| 24 octobre 2024            | Des Moines       | États-Unis       | Wells Fargo Arena                 | KidCutUp, The Script                            |
| 3 novembre 2024            | Austin           | États-Unis       | Moody Center (en)                 | KidCutUp, Grouplove                             |
| 6 novembre 2024[a]         | Arlington        | États-Unis       | Globe Life Field                  | KidCutUp, Sheryl Crow, Grouplove                |
| 8 novembre 2024[b]         | Tulsa            | États-Unis       | BOK Center                        | KidCutUp, Grouplove                             |
| 11 novembre 2024           | Raleigh          | États-Unis       | PNC Arena                         | KidCutUp, Grouplove                             |
| 12 novembre 2024           | Raleigh          | États-Unis       | PNC Arena                         | KidCutUp, Grouplove                             |
| 14 novembre 2024           | Atlanta          | États-Unis       | State Farm Arena                  | KidCutUp, Grouplove                             |
| 16 novembre 2024           | Birmingham       | États-Unis       | Legacy Arena (en)                 | KidCutUp, Grouplove                             |
| 18 novembre 2024           | Orlando          | États-Unis       | Camping World Stadium             | KidCutUp, Sheryl Crow, Grouplove                |
| 20 novembre 2024           | Columbia         | États-Unis       | Colonial Life Arena               | KidCutUp, Grouplove                             |
| 23 novembre 2024           | Miami            | États-Unis       | LoanDepot Park                    | KidCutUp, Sheryl Crow, Grouplove                |

Notes : 

a.  Arlington : Initialement prévu le 29 septembre 2023, le concert à Arlington a été reporté au 26 novembre 2023 en raison d'une sinusite de l'artiste. Cette date a ensuite été de nouveau reportée au 6 novembre 2024.

b.  Tulsa : Date ajoutée après le report du concert à Arlington. Cette date initialement prévue le 28 novembre 2023 a ensuite été reportée au 8 novembre 2024.

c.  Tacoma et Vancouver : Dates reportées pour raisons de santé. Initialement prévues en octobre 2023, les nouvelles dates ont été fixées aux 3 et 4 septembre 2024 pour Tacoma, et aux 6 et 7 novembre 2024 pour Vancouver.

d.  Berne : Date annulée pour raison médicale (sans autre précision).